# Orgelkonsert
En orgelkonsert är en komposition för orgel och orkester, på samma sätt som piano-, violin- eller klarinettkonserter. 
Det förekommer även att ett verk i flera satser för soloorgel kallas orgelkonsert. Kompositörer som skrivit sådana är Gunnar Thyrestam, Leif Thybo och Leif Kayser. 
Ett konserttillfälle då organist är den ende musikern kallas ofta också för orgelkonsert. (På samma sätt har ordet pianokonsert flera betydelser).

## Exempel på orgelkonserter
- Marcel Dupré, Orgelkonsert g-moll
- Joseph Haydn, Orgelkonserter
- Georg Friedrich Händel, många orgelkonserter
- Joseph Jongen, Orgelkonsert
- Frederik Magle, Orgelkonsert The Infinite Second (1994)
- Flor Peeters, Orgelkonsert, op.52
- Francis Poulenc, Orgelkonsert  (1934–1938)
- Josef Rheinberger, två orgelkonserter, Orgelkonsert F-dur, op.137 och Orgelkonsert g-moll
- Leo Sowerby, Orgelkonsert  (1938)
- Eugenio Maria Fagiani, Orgelkonsert Op. 98 (2009)
- Johann Sebastian Bach, ett flertal orgelkonserter, till exempel BWV 592, orgelkonsert i G-dur